# آبشار قره‌سو

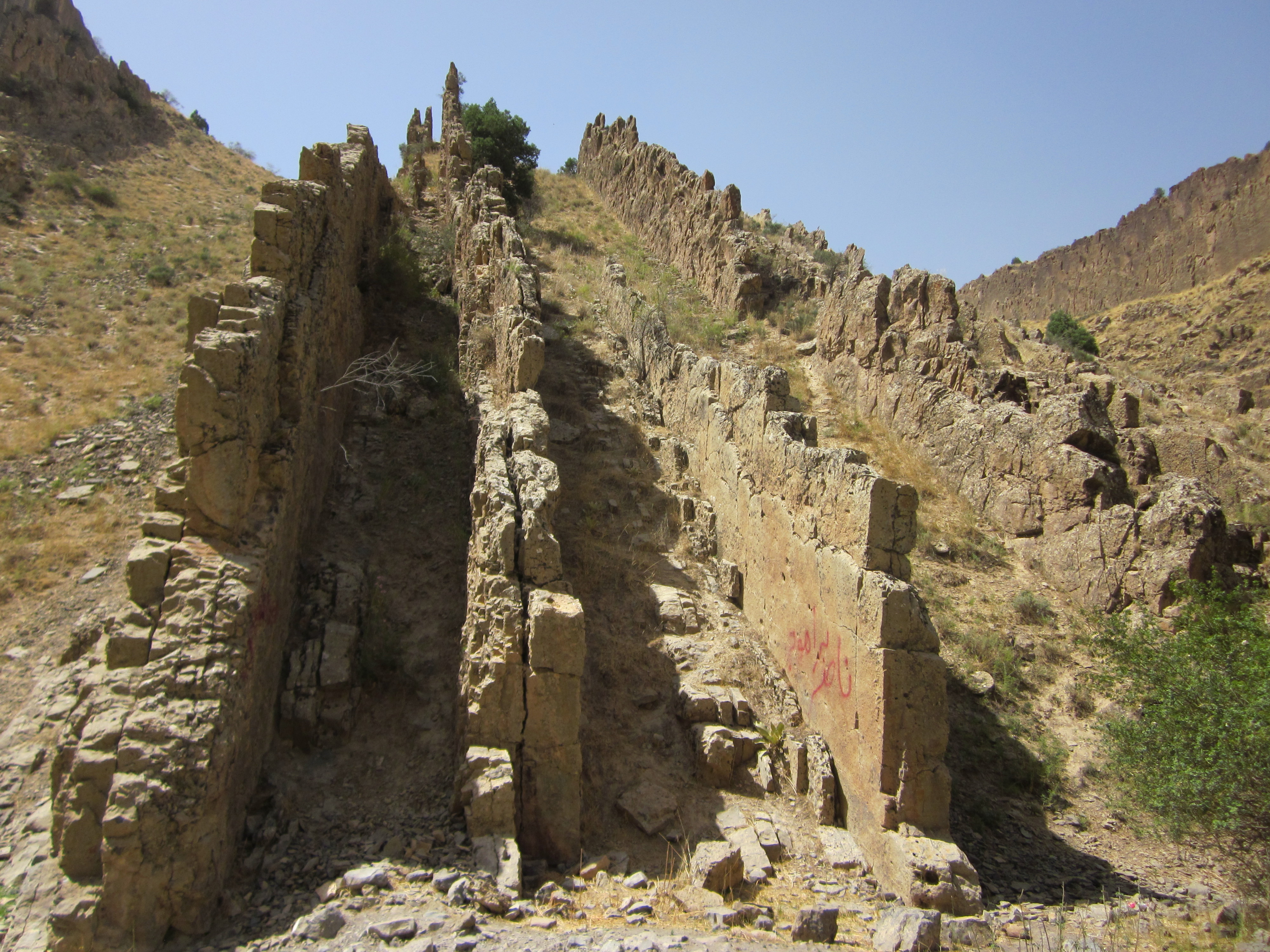

قره‌سو در لغت ترکی به معنای آب سیاه است. آبشار قره سو در جنوب غربی شهرستان کلات نادری و در فاصلۀ ده کیلومتری آن و در یک کیلومتری جاده لاین از سمت کلات واقع شده‌است.
طبیعت زیبا و آب و هوای ییلاقی، وجود آبشارهای بلند با دره‌های تنگ و زیبا، موقعیت قره سو را از دیگر تفرجگاه‌های کلات ممتاز می‌کند. وجود هشت آبشار زیبا و چشمه‌های خنک با آب و هوای دلنشین و نردبان‌های فلزی تعبیه شده برای رفتن به بالای آبشار، از جمله عواملی هستند که مسافران را به طرف خود جلب می‌کتد. 
ارتفاع متوسط این منطقه از سطح دریا حدود ۱۱۹۰ متر می‌باشد. آبشارهای مذکور پس از نمایش رقص زیبای خود در آبشارهای هشتگانه، به مصرف باغات و آب شرب اهالی در پایین دست می‌رسد.
این منطقه کوهستانی پرآب و مصفا مکانی جذاب برای گردشگران به وجود آورده و آبشار دیدنی و زیبایی را در دل خویش جای داده‌است. 
در راه کوهستانی دره قره‌سو و بر دیوارهای سنگی آن نردبان‌های فلزی نصب شده تا مسیر رفت‌وآمد به آبشار را برای گردشگران آسان‌تر نماید.
نامطلوب بودن آب داخل کلات، نادر شاه افشار را بر آن داشت تا با استفاده از توان مهندسان خود، آب شیرین و گوارای قره سو را که حدود ۵ کیلومتر با عمارت خورشید فاصله داشت به آنجا هدایت نماید.